# Mauvesin (Gers)
|  | Per a altres significats, vegeu «cantó de Mauvesin». |

Mauvesin (occità) o Mauvezin (francès) és un comú francès al departament del Gers (regió d'Occitània).
| 1962                                       | 1968  | 1975  | 1982  | 1990  | 1999  | 2006  |
| ------------------------------------------ | ----- | ----- | ----- | ----- | ----- | ----- |
| 1.866                                      | 1.857 | 1.756 | 1.705 | 1.671 | 1.642 | 1.755 |
| Des de 1962: població sense dobles comptes |       |       |       |       |       |       |

## Administració
| Període | Identitat    | Partit |
| ------- | ------------ | ------ |
| 2001-   | Yvon Montané | PS     |

## Personatges il·lustres
- Sal·lusti de Bartas hi és enterrat